# Elecciones municipales de Arequipa de 1980
Las elecciones municipales de Arequipa de 1980 se llevaron a cabo el 23 de noviembre de 1980 para elegir al alcalde y al Concejo Provincial de Arequipa para el periodo 1981-1983. La elección se celebró simultáneamente con elecciones municipales en todo el país. Fueron las primeras elecciones municipales en la provincia desde 1966, tras 12 años de gobierno militar.
José Villalobos Ampuero, candidato de Izquierda Unida, alcanzó casi el 50% de votos válidos y fue electo como alcalde provincial de Arequipa, el primer y (hasta la actualidad) único alcalde arequipeño izquierdista de la historia.

## Sistema electoral
La Municipalidad Provincial de Arequipa es el órgano administrativo y de gobierno de la provincia de Arequipa. Está compuesta por el alcalde y el Concejo Provincial.
La votación del alcalde y el concejo se realiza en base al sufragio universal, que comprende a todos los ciudadanos nacionales mayores de dieciocho años, empadronados y residentes en la provincia de Arequipa y en pleno goce de sus derechos políticos, así como a los ciudadanos no nacionales residentes y empadronados en la provincia de Arequipa.
El Concejo Provincial de Arequipa está compuesto por 19 regidores elegidos por sufragio directo para un período de tres (3) años, en forma conjunta con la elección del alcalde (quien lo preside). La votación es por lista cerrada y bloqueada. Se asigna a la lista ganadora los escaños según el método d'Hondt.

## Partidos y candidatos
A continuación se muestra una lista de los principales partidos y alianzas electorales que participaron en las elecciones:
| Candidatura | Candidatura | Partidos y alianzas | Candidatos | Candidatos                 | Ideología                                               | Ref. |
| ----------- | ----------- | --- | ---------- | -------------------------- | ------------------------------------------------------- | ---- |
|             | APRA        | Lista - Partido Aprista Peruano (APRA) |            | Sin información disponible | Aprismo                                                 |      |
|             | AP          | Lista - Acción Popular (AP) |            | Sin información disponible | Humanismo Nacionalismo cívico Reformismo                |      |
|             | PPC         | Lista - Partido Popular Cristiano (PPC) |            | Sin información disponible | Conservadurismo social Humanismo Democracia cristiana   |      |
|             | IU          | Lista - Izquierda Unida (IU) – Unión de Izquierda Revolucionaria (UNIR) – Unidad Democrático Popular (UDP) – Partido Socialista Revolucionario (PSR) – Partido Comunista Revolucionario (PCR) – Partido Comunista Peruano (PCP) – Frente Obrero Campesino Estudiantil y Popular (FOCEP) |            | José Villalobos Ampuero    | Marxismo-leninismo Mariateguismo Socialismo democrático |      |

## Resultados

### Sumario general
|                        |                                 |              |              |              |           |           |
| Partidos y coaliciones | Partidos y coaliciones          | Voto popular | Voto popular | Voto popular | Regidores | Regidores |
| Partidos y coaliciones | Partidos y coaliciones          | Votos        | %            | ±pp          | Total     | +/−       |
|                        | Izquierda Unida (IU)            | 76,659       | 49.65        | n/a          | 10        | n/a       |
|                        | Acción Popular (AP)             | 57,881       | 37.49        | n/a          | 7         | n/a       |
|                        | Partido Aprista Peruano (APRA)  | 10,892       | 7.06         | n/a          | 1         | n/a       |
|                        | Partido Popular Cristiano (PPC) | 8,952        | 5.80         | n/a          | 1         | n/a       |
|                        |                                 |              |              |              |           |           |
| Total                  | Total                           | 154,384      |              |              | 19        | n/a       |
|                        |                                 |              |              |              |           |           |
| Votos válidos          | Votos válidos                   | 154,384      | 84.51        | n/a          |           |           |
| Votos en blanco        | Votos en blanco                 | 10,310       | 5.64         | n/a          |           |           |
| Votos nulos            | Votos nulos                     | 17,993       | 9.85         | n/a          |           |           |
| Votos emitidos         | Votos emitidos                  | 182,687      | 78.72        | n/a          |           |           |
| Abstenciones           | Abstenciones                    | 49,399       | 21.28        | n/a          |           |           |
| Votantes registrados   | Votantes registrados            | 232,086      |              |              |           |           |
|                        |                                 |              |              |              |           |           |
| Fuente:                |                                 |              |              |              |           |           |

## Elecciones municipales distritales

### Resultados por distrito
La siguiente tabla enumera el control de los distritos de la provincia de Arequipa.
| Distrito               | Alcalde(sa) electo(a)        | Partido político | Partido político         |
| ---------------------- | ---------------------------- | ---------------- | ------------------------ |
| Cayma                  | Miguel Cuadros Huallpa       |                  | Acción Popular           |
| Cerro Colorado         | Luis Gallegos Portugal       |                  | Izquierda Unida          |
| Characato              | Benjamín Salas Zegarra       |                  | Acción Popular           |
| Chiguata               | Miguel Peralta Palomino      |                  | Acción Popular           |
| La Joya                | A Derly Basurco              |                  | Acción Popular           |
| Mariano Melgar         | Narciso Begazo Begazo        |                  | Izquierda Unida          |
| Miraflores             | Hernán Vera Espinoza         |                  | Izquierda Unida          |
| Mollebaya              | Teodoro Núñez Quequezana     |                  | Acción Popular           |
| Paucarpata             | Carlos Roldan Jaén           |                  | Izquierda Unida          |
| Pocsi                  | Francisco Cornejo Coaguila   |                  | Acción Popular           |
| Polobaya               | José Castro Tito             |                  | Acción Popular           |
| Quequeña               | Salvador Córdova Flores      |                  | Acción Popular           |
| Sabandía               | Leonidas Gallegos Pinto      |                  | Acción Popular           |
| Sachaca                | Juan Rodríguez Manrique      |                  | Acción Popular           |
| San Juan de Siguas     | Alberto Díaz Fernández       |                  | Acción Popular           |
| San Juan de Tarucani   | Edgardo Quispe Arviri        |                  | Lista Independiente N° 3 |
| Santa Isabel de Siguas | Víctor A. Butron             |                  | Acción Popular           |
| Santa Rita de Siguas   | Rolando Carrasco Quintanilla |                  | Lista Independiente N° 3 |
| Socabaya               | Manuel Rivas Linares         |                  | Izquierda Unida          |
| Tiabaya                | Dionicio Bejarano Velarde    |                  | Acción Popular           |
| Uchumayo               | Rodolfo Fuentes García       |                  | Lista Independiente N° 3 |
| Vítor                  | Julio Postigo Portugal       |                  | Acción Popular           |
| Yanahuara              | Andrés Rosas Valdivia        |                  | Acción Popular           |
| Yarabamba              | Donato Torres Valdivia       |                  | Acción Popular           |
| Yura                   | Duilio Fuentes Fuentes       |                  | Acción Popular           |